# Myrmecophilus teranishii
Myrmecophilus teranishii is een rechtvleugelig insect uit de familie mierenkrekels (Myrmecophilidae). De wetenschappelijke naam van deze soort is voor het eerst geldig gepubliceerd in 1914 door Matsumura.